# Pujols-sur-Ciron
Pujols-sur-Ciron – miejscowość i gmina we Francji, w regionie Nowa Akwitania, w departamencie Żyronda.
Według danych na rok 1990 gminę zamieszkiwało 649 osób, a gęstość zaludnienia wynosiła 86 osób/km² (wśród 2290 gmin Akwitanii Pujols-sur-Ciron plasuje się na 610. miejscu pod względem liczby ludności, natomiast pod względem powierzchni na miejscu 1237.).